# Gobi Altaj

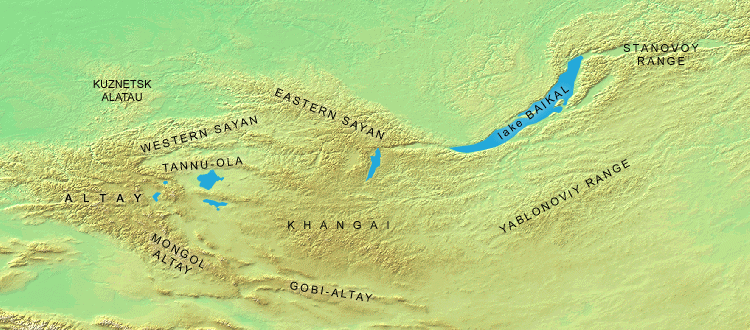
Karta med Gobi Altaj i nedre delen, söder om Changajbergen

Gobi Altaj är en bergskedja i Gobiöknen i södra Mongoliet. Den kan betraktas som en topografiskt låg östlig fortsättning av bergskedjan Altaj.